# La Revilla y Ahedo
La Revilla y Ahedo est une commune d'Espagne dans la communauté autonome de Castille-et-León, province de Burgos. Elle s'étend sur 15,29 km2 et comptait environ 137 habitants en 2011.